# Hermenegildo Elices
Hermenegildo Elices Rivas, conocido como Elices (Sestao, 13 de abril de 1914 -  7 de marzo de 1964) fue un futbolista español. Desarrolló la mayor parte de su carrera profesional en el Athletic Club, aunque los últimos años también jugó en el Real Madrid.

## Trayectoria
Después de ser formado en el Lejona y el Sestao Sport, en la temporada 1934-1935 pasó al Athletic Club. Debutó en primera división, el 27 de enero de 1935, en un Real Betis - Athletic Club (1-0). En sus siguientes dos partidos en primera división anotó dos dobletes a Real Sociedad y FC Barcelona. En la siguiente temporada conquistó el título de Liga, antes del comienzo de la Guerra, siendo titular. Durante el último año de la guerra civil española jugó cedido en el Alavés.
Volvió al Athletic en la temporada 1939-1940, primera temporada oficial después de la guerra. Fue uno de los pocos jugadores que seguía en el club y estaba ya antes del comienzo de la guerra en 1936 (junto a Gorostiza, Oceja, Gárate, Zabala y Urra). Permaneció cinco temporadas en el equipo vizcaíno, logrando un nuevo título de Liga y dos Copa del Generalísimo. En este periodo jugó dos finales de Copa; una pérdida ante el FC Barcelona (3-4, con gol incluido) en 1942 y otra ganada al Real Madrid (1-0) en 1943.
En 1944 fue fichado por el Real Madrid, donde ganó dos Copas en cuatro temporadas. Fue titular en la final de Copa ganada al Valencia, en 1946, como extremo izquierdo. El 22 de septiembre de 1946, ante el Real Oviedo, jugó su último como jugador madridista, si bien, permaneció en el equipo hasta el fin de la temporada 1947-48.

## Clubes
| Club             | País   | Año       |
| ---------------- | ------ | --------- |
| Lejona           | España | 1932-1933 |
| Sestao Sport     | España | 1933-1934 |
| Athletic Club    | España | 1934-1936 |
| Deportivo Alavés | España | 1938-1939 |
| Athletic Club    | España | 1939-1944 |
| Real Madrid      | España | 1944-1948 |

## Palmarés

### Campeonatos nacionales
| Título                | Club          | País   | Año       |
| --------------------- | ------------- | ------ | --------- |
| Liga Española         | Athletic Club | España | 1935-1936 |
| Liga Española         | Athletic Club | España | 1942-1943 |
| Copa del Generalísimo | Athletic Club | España | 1943      |
| Copa del Generalísimo | Athletic Club | España | 1944      |
| Copa del Generalísimo | Real Madrid   | España | 1946      |
| Copa del Generalísimo | Real Madrid   | España | 1947      |